# Neopalame digna
Neopalame digna är en skalbaggsart som först beskrevs av Julius Melzer 1935.  Neopalame digna ingår i släktet Neopalame och familjen långhorningar. Inga underarter finns listade i Catalogue of Life.